# Vlag van de Liemers

Vlag van de Liemers

De vlag van de Liemers is de streekvlag van de Gelderse streek de Liemers. De Y-vorm in het ontwerp van het overwegend roodkleurige dundoek staat voor de Oude IJssel en de Rijn.
Op initiatief van de gemeenten Duiven, Westervoort en Zevenaar is in 2021 een Liemerse vlag gekozen uit een aantal ontwerpen die door bewoners waren aangeleverd. De vlag, ontworpen door Sanne Leuverink-Smits uit Groessen, zal onder andere bij de gemeentehuizen worden gehesen.